# Аутлан-де-Наварро (муниципалитет)
Аутлан-де-Наварро (исп. Autlán de Navarro) — муниципалитет в Мексике, в штате Халиско, с административным центром в одноимённом городе. Численность населения, по данным переписи 2020 года, составила 64 931 человек.

## Общие сведения
Название муниципалитета составное: Autlán с языка науатль можно перевести как: место у водного пути, а Navarro дано в честь местного уроженца, генерала Паулино Наварро.
Площадь муниципалитета равна 705,1 км², что составляет 0,9 % от общей площади штата, а наиболее высоко расположенное поселение Лос-Посос находится на высоте 1796 метров.
Аутлан-де-Наварро граничит с другими муниципалитетами штата Халиско: на севере с Аютлой и Унион-де-Тулой, на востоке с Эль-Грульо и Тускакуэско, на юге с Куаутитлан-де-Гарсия-Барраганом, на западе с Касимиро-Кастильо и Вилья-Пурификасьоном.

## Учреждение и состав
Муниципалитет был образован 27 марта 1824 года, по данным 2020 года в его состав входит 140 населённых пунктов, самые крупные из которых:
| Код INEGI                  | Населённый пункт                                                                                     | Численность населения (2005 год) | Численность населения (2010 год) | Численность населения (2020 год) |
| -------------------------- | --- | -------------------------------- | -------------------------------- | -------------------------------- |
| 015                        | Всего                                                                                                | 53269                            | 57559                            | 64931                            |
| 0001                       | Аутлан-де-Наварро (исп. Autlán de Navarro) 19°46′17″ с. ш. 104°21′55″ з. д. (административный центр) | 42112                            | 45382                            | 52019                            |
| 0027                       | Эль-Чанте (исп. El Chante) 19°43′02″ с. ш. 104°12′02″ з. д.                                          | 1781                             | 1880                             | 1871                             |
| 0022                       | Эль-Корковадо (исп. El Corcovado) 19°50′45″ с. ш. 104°17′07″ з. д.                                   | 1175                             | 1295                             | 1542                             |
| 0053                       | Эль-Ментидеро (исп. El Mentidero) 19°46′16″ с. ш. 104°17′35″ з. д.                                   | 987                              | 1406                             | 1399                             |
| 0055                       | Мескитан (исп. Mezquitán (San Francisco de Abajo)) 19°49′17″ с. ш. 104°20′07″ з. д.                  | 796                              | 885                              | 1009                             |
| 0005                       | Ауакапан (исп. Ahuacapán) 19°40′25″ с. ш. 104°19′23″ з. д.                                           | 909                              | 985                              | 955                              |
| 0046                       | Лас-Лагунильяс (исп. Las Lagunillas (Lagunillas)) 19°42′57″ с. ш. 104°17′17″ з. д.                   | 746                              | 836                              | 926                              |
| —                          | Прочие                                                                                               | 4763                             | 4890                             | 5210                             |
| Названия на карте Генштаба | |                                  |                                  |                                  |

## Экономическая деятельность
По статистическим данным 2000 года, работоспособное население занято по секторам экономики в следующих пропорциях:
- сельское хозяйство, животноводство и рыбная ловля — 19,7 %;
- промышленность и строительство — 21,6 %;
- торговля, сферы услуг и туризма — 57,1 %;
- безработные — 1,6 %.

## Инфраструктура
По статистическим данным 2020 года, инфраструктура развита следующим образом:
- электрификация: 99,5 %;
- водоснабжение: 92,3 %;
- водоотведение: 99,4 %.